# Transform
Transform (в пер. с англ. «изменение», «преображение») — четвёртый студийный альбом американской рок-группы Powerman 5000. Пластинка была выпущена лейблом DreamWorks Records 20 мая 2003 года.

## Об альбоме
Музыкальный стиль Transform несколько отличается от тяжёлого индастриал-звучания предыдущих альбомов коллектива Anyone for Doomsday? и Tonight the Stars Revolt!, поскольку при записи этой пластинки музыкантами был сделан наименьший акцент на клавишных инструментах и электронной обработке звука. Тексты песен претерпели изменения. Лирика Transform перестала иметь научно-фантастическую направленность и более приближена к теме современного человеческого общества. Дизайн обложки также отличается от предшествующих студийных работ Powerman 5000; её оформление выполнено в стиле граффити. В поддержку пластинки, композиции «Free» и «Action» были выпущены в качестве синглов. На эти треки сняты видеоклипы.
Песни «Transform» и «Action» были использованы в компьютерных играх NHL Hitz Pro и NASCAR Thunder 2004 соответственно.
Альбом получил смешанные отзывы от музыкальных критиков. 2.5 звезды из 5 присудил Transform Джонни Лофтус, рецензент Allmusic. Он посчитал переход в иную стилистику лишним для Powerman 5000. Редактор Rolling Stone Кристиан Хоард оценил пластинку в 3 звезды. Журналист похвалил уровень исполнения музыкального материала Transform, но в то же время подверг критике подход группы к написанию песен.

## Список композиций
Слова и музыка всех песен — группа Powerman 5000.
| №   | Название                       | Длительность |
| --- | ------------------------------ | ------------ |
| 1.  | «Assess the Mess» (вступление) | 0:32         |
| 2.  | «Theme to a Fake Revolution»   | 3:25         |
| 3.  | «Free»                         | 3:50         |
| 4.  | «Action»                       | 3:38         |
| 5.  | «That’s Entertainment»         | 3:17         |
| 6.  | «A Is for Apathy»              | 4:16         |
| 7.  | «Transform»                    | 4:04         |
| 8.  | «Top of the World»             | 3:34         |
| 9.  | «Song About Nuthin»            | 3:56         |
| 10. | «Stereotype»                   | 3:48         |
| 11. | «I Knew It»                    | 3:35         |
| 12. | «Hey, That’s Right!»           | 3:58         |
| 13. | «The Shape of Things to Come»  | 3:37         |

## Участники записи
| Powerman 5000 - Spider One (Майкл Дэвид Каммингс) — вокал - Adam 12 (Адам Уилсон) — гитара, программинг - M.33 (Майк Темпеста) — гитара - Зигги Джурсен — бас-гитара - Эдриан Уст — барабаны | Другой персонал - Джон Уильямс — рассказчик («Assess the Mess») - Трикси Старр — дополнительный вокал («That’s Entertainment») - Джо Барреси — продюсирование - Рон Хэндлер, Дженифер Уикс — A&R - Крис Лорд-Элдж — сведение - Шон Мёрфи — фотограф |

## Позиции в чартах
| Чарт (2003)   | Высшая позиция |
| ------------- | -------------- |
| Billboard 200 | 27             |

| Год  | Сингл    | Чарт                       | Позиция |
| ---- | -------- | -------------------------- | ------- |
| 2003 | «Free»   | Hot Mainstream Rock Tracks | 10      |
| 2003 | «Action» | Hot Mainstream Rock Tracks | 27      |